# Terrenho
Terrenho is een plaats (freguesia) in de Portugese gemeente Trancoso en telt 137 inwoners (2001).